# Greyhawk (suplemento)
Greyhawk es un suplemento de reglas escrito por Gary Gygax y Rob Kuntz para la edición original del juego de rol Dungeons & Dragons. Su código de identificación es TSR 2003.

## Historia de la publicación
El suplemento de reglas Greyhawk apareció en 1975, justo un año después de la aparición de Dungeons & Dragons y coincidiendo con el lanzamiento de la segunda edición del juego. Mientras que las reglas básicas contaron con una tirada de 4.000 ejemplares, se calcula que el suplemento debió contar con unos 1000 ejemplares o incluso menos. La idea de Gygax era ir publicando suplementos de reglas de forma periódica para ir profundizando en el juego y ofrecer nuevas y mejores opciones; aunque no se conocen cifras de venta totales, es lógico pensar que las ventas debieron de ser buenas, pues aquel mismo año se reeditó Greyhawk y se publicó un segundo suplemento, Blackmoor, a los que seguirían nuevas reediciones y otros dos libretos conteniendo material nuevo al año siguiente, Eldritch Wizardry y Gods, Demi-gods & Heroes.

## Relevancia
Greyhawk fue el primer suplementos de reglas publicado para el juego de rol Dungeons & Dragons y ha sido considerado por algunos críticos como el suplemento más importante que dicho juego haya tenido, puesto que muchas de sus reglas opcionales y ampliaciones fueron asumidas por ediciones posteriores. De hecho, conoció un total de doce ediciones entre 1975 y 1979, a una media de dos o tres por año, lo que lo convierte en el suplemento más popular de Dungeons & Dragons original.